# Manuel de Santa Catarina
Dom Frei Manuel de Santa Catarina Soares O.C.D. (Braga, 26 de fevereiro de 1726 — Goa, 10 de fevereiro de 1812) foi um prelado português.
Foi bispo de Cochim, governador da arquidiocese de Goa e Arcebispo de Goa.